# Megaciencia

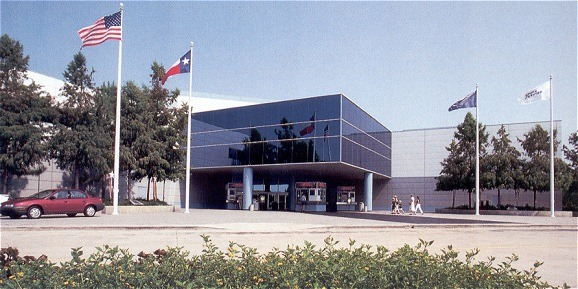
Entrada principal del Centro Espacial Houston.

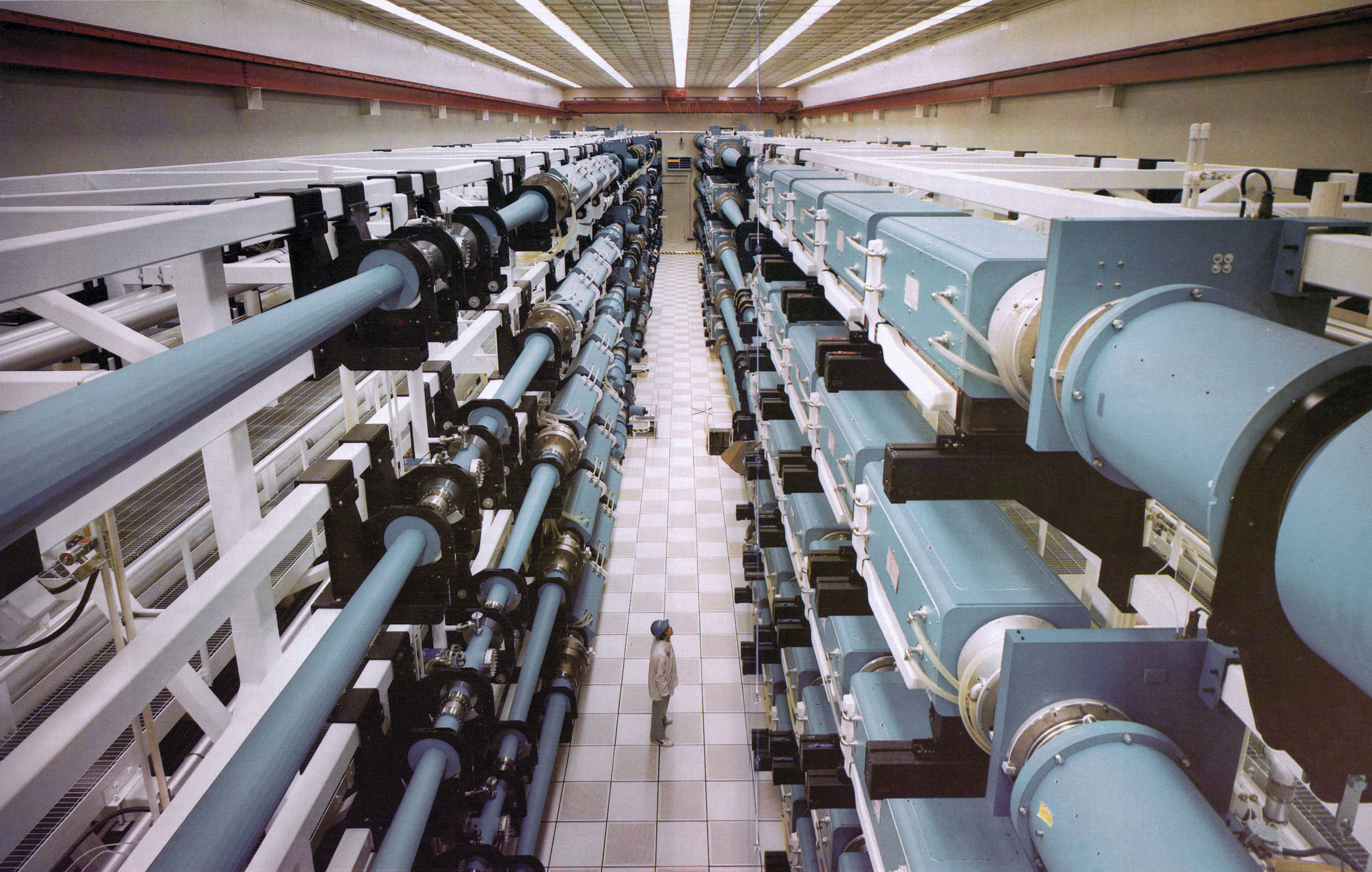
En 1977 se completó el láser Shiva en el LLNL (Laboratorio Nacional Lawrence Livermore), introduciendo así un nuevo campo en la llamada "megaciencia": el confinamiento inercial o fusión láser. En la imagen se muestra el láser Nova en el LLNL, en 1984.

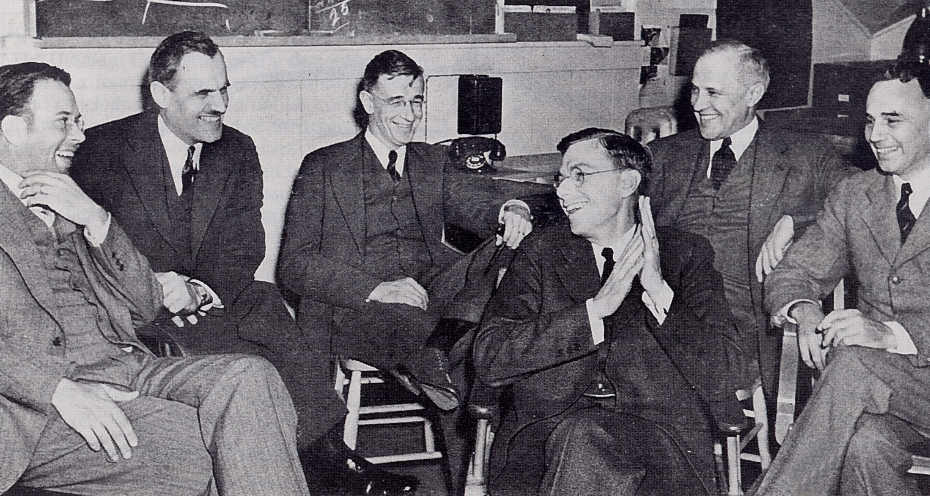
Reunión de científicos en relación con la construcción de un ciclotrón, que tuvo lugar en la Universidad de California en Berkeley (California), el 29 de marzo de 1940.

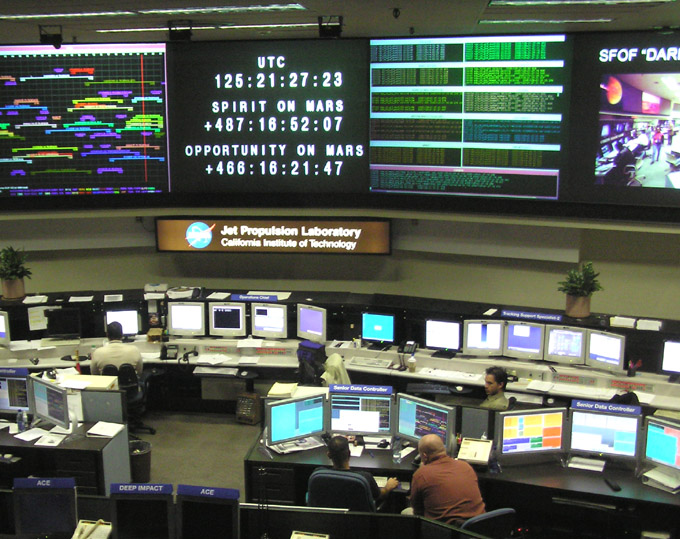
Sala de control del Laboratorio de Propulsión a Chorro, en Pasadena (California).

La megaciencia o gran ciencia es un neologismo usado por los científicos e historiadores de la  ciencia y la tecnología para describir los cambios en la investigación científica ocurridos en los países industrializados durante y con posterioridad a la Segunda Guerra Mundial, fundamentados en gran medida en los resultados de costosos proyectos a gran escala, por lo general financiados por gobiernos nacionales o grupos de gobiernos.
Se enfatiza que a principios de los años cuarenta algo comenzó a cambiar en cuanto a investigación y desarrollo (I+D), ya que el progreso científico había madurado suficientemente en esa época, abriendo entonces paso a proyectos en gran escala (megaproyectos), usualmente dirigidos o al menos financiados por gobiernos nacionales o por asociaciones gubernamentales o internacionales (léase: Proyecto Manhattan, Proyecto Uranio, Batalla del agua pesada, Wunderwaffe, Programa atómico de Japón, Carrera espacial, Skylab, Proyecto Apolo-Soyuz, Energía nuclear en Japón, Telescopio espacial Hubble, Exploración de Marte, Tevatrón y Gran colisionador de hadrones y microagujero negro, Proyecto Genoma Humano, nanotecnología y nanofibras).
Esfuerzos individuales o de pequeños grupos, lo que en el área de habla inglesa se llama Small Science, hoy día continúan siendo relevantes y tienen significativo impacto, especialmente en lo que concierne a resultados teóricos y a proyectos tecnológicos que pueden desarrollarse con recursos limitados. Pero con frecuencia, las verificaciones prácticas de esas elucubraciones científicas, o ciertas fases de los procedimientos, requieren de complejas y costosas instalaciones, y/o de elaborados procedimientos de fabricación. Como indicación de los megacostos de los megaproyectos, puede señalarse por ejemplo que el llamado gran colisionador de hadrones a la fecha ya ha tenido un costo valuado entre 5000 y 10 000 millones de dólares.

## Desarrollo
I was looking through the New York Times and came across an article which talks about a new front in the war to find a unified theory, but this one does not come from the particle physicists, it comes from the solid state physicists. Here is a little quote for wet your appetite: «Some solid-state physicists are trying to show that the laws of relativity, long considered part of the very bedrock of the physical world, are not platonic truths that have existed since time began».

Mientras la ciencia y la tecnología siempre han sido importantes, e indirectamente en muchos casos han conducido a la guerra, el financiamiento de proyectos militares con perfil científico con posterioridad a la Segunda Guerra Mundial, sin duda fue en una escala totalmente sin precedentes. No por capricho, la Segunda Guerra Mundial a menudo fue llamada "the physicists' war" ("la guerra de los físicos"), dado el rol que ciertos científicos de primera línea jugaron en el desarrollo de nuevas armas e instrumentos, como por ejemplo la espoleta de proximidad, el radar, y la bomba atómica.
Indudablemente, ciencia, tecnología, y guerra, en más de una ocasión se han desarrollado juntos. La Primera Guerra Mundial también fue llamada la guerra de los químicos, dado el rol jugado por las armas químicas en la misma, en tanto y como ya se dijo, la Segunda Guerra Mundial fue la guerra de los físicos, que pronto dio paso a la llamada guerra del espacio o guerra de las galaxias.

## Esencia de la megaciencia
- Ciencia básica
- Ciencias duras y blandas
- Ciencias formales
- Ciencias naturales
- Grandes presupuestos, financiamiento de la investigación por los gobiernos y por agencias gubernamentales.
- Grandes proyectos con largas plantillas de trabajadores - Proyecto Genoma, NASA, CERN, etc.
- Grandes instalaciones: ciclotrón, transbordador STS, Estación Espacial Internacional, Gran Observatorio Radioastronómico VLA, etc.
- Grandes laboratorios: Bell Labs, Xerox PARC, SAP AG, Centre for Artificial Intelligence and Robotics, etc.

## Áreas de desarrollo de la megaciencia
- Ciencia militar y Tecnología militar
  - Proyecto Manhattan[5]
- Física
  - Láser Shiva → láser Nova → National Ignition Facility
- Exploración espacial
- Ciencias de la vida
  - Proyecto Genoma Humano

## Historia de la megaciencia
- Tecnología durante la Segunda Guerra Mundial
- Guerra fría
- Carrera armamentista nuclear
- Carrera espacial
- Historia de la tecnología militar